# غاري كار (سياسي)
غاري كار هو سياسي كندي، ولد في 14 أغسطس 1955 في تورونتو في كندا. حزبياً، نشط في حزب أونتاريو المحافظ التقدمي والحزب الليبرالي الكندي. وقد انتخب عضو برلمان مقاطعة أونتاريو وانتخب عضو مجلس العموم الكندي.

## روابط خارجية
- غاري كار على موقع دوري الهوكي الوطني (الإنجليزية)
- غاري كار على موقع EliteProspects.com (الإنجليزية)
- غاري كار على موقع HockeyDB.com (الإنجليزية)